# أوفيديو هوبان
أوفيديو هوبان (بالرومانية: Ovidiu Hoban) (مواليد 27 ديسمبر 1982) هو لاعب كرة قدم. يلعب مع منتخب رومانيا لكرة القدم. سبق له أن لعب في بطولة أمم أوروبا لكرة القدم 2016 مع منتخب بلاده.

## روابط خارجية
- أوفيديو هوبان على موقع الاتحاد الدولي (مؤرشف)  (الإنجليزية)
- أوفيديو هوبان على موقع الاتحاد الأوربي (الإنجليزية)
- أوفيديو هوبان على موقع قاعدة بيانات كرة القدم.إي يو (الإنجليزية)
- أوفيديو هوبان على موقع ناشيونال فوتبول تيمز (الإنجليزية)
- أوفيديو هوبان على موقع Soccerway.com (الإنجليزية)
- أوفيديو هوبان على موقع عالم كرة القدم.نت (الإنجليزية)
- أوفيديو هوبان على موقع كووورة
- أوفيديو هوبان على موقع AS.com (الإسبانية)